# Richmond upon Thames
Richmond upon Thames è un quartiere di Londra. Fa parte dell'Outer London e si trova a sudovest della città ed è l'unico sobborgo londinese che si trova sia a nord sia a sud del Tamigi. Il ponte Hammersmith Bridge lo collega al sobborgo di Hammersmith and Fulham.

## Storia e geografia
Richmond, il centro del quartiere, si chiamò inizialmente Sheanes (o Sheen) e fu rinominato quando Enrico VIII nel 1502 ricostruì qui la sua residenza che si era ridotta in cenere a Richmond. La parte est ancora oggi si chiama Sheen. Tuttavia, Richmond non è il centro d'amministrazione del quartiere; Twickenham possiede questa funzione, e una casa storica in Twickenham, York House, è il municipio.
Questo borough fu formato nel 1965 dall'unione dei precedenti municipal boroughs di Twickenham (nel Middlesex), Richmond upon Thames e Barnes (nel Surrey). Sebbene da quel momento il centro di Richmond upon Thames non sia più incluso nella contea del Surrey, ha continuato a esserne la sede amministrativa.
Richmond appartiene ai quartieri benestanti di Londra, ha più di 100 parchi e ha un lungofiume di più di 30 km. Il quartiere fu tristemente noto per essere stato il luogo dove avvenne nel 1879 l'efferato omicidio di Julia Martha Thomas.

## Dati
- Superficie: 57,41 km²
- Abitanti: 174 449 (2002)

## Architetture
- Ham House
- Hampton Court
- Marble Hill House
- Richmond Park
- Richmond Riverside (architetto: Quinlan Terry, 1984-87)
- Royal Botanic Gardens (Kew Gardens) - a Kew si trova anche l'archivio di stato britannico (Public Record Office)
- Stadio di Twickenham
- York House

## Distretti
- Barnes
- East Sheen
- Ham
- Hampton
- Hampton Hill
- Hampton Wick
- Kew
- Mortlake
- North Sheen
- Petersham
- Richmond
- St. Margarets
- Strawberry Hill
- Teddington
- Twickenham
- Whitton

## Amministrazione

### Gemellaggi
- Fontainebleau
- Costanza
- Richmond

## Galleria d'immagini

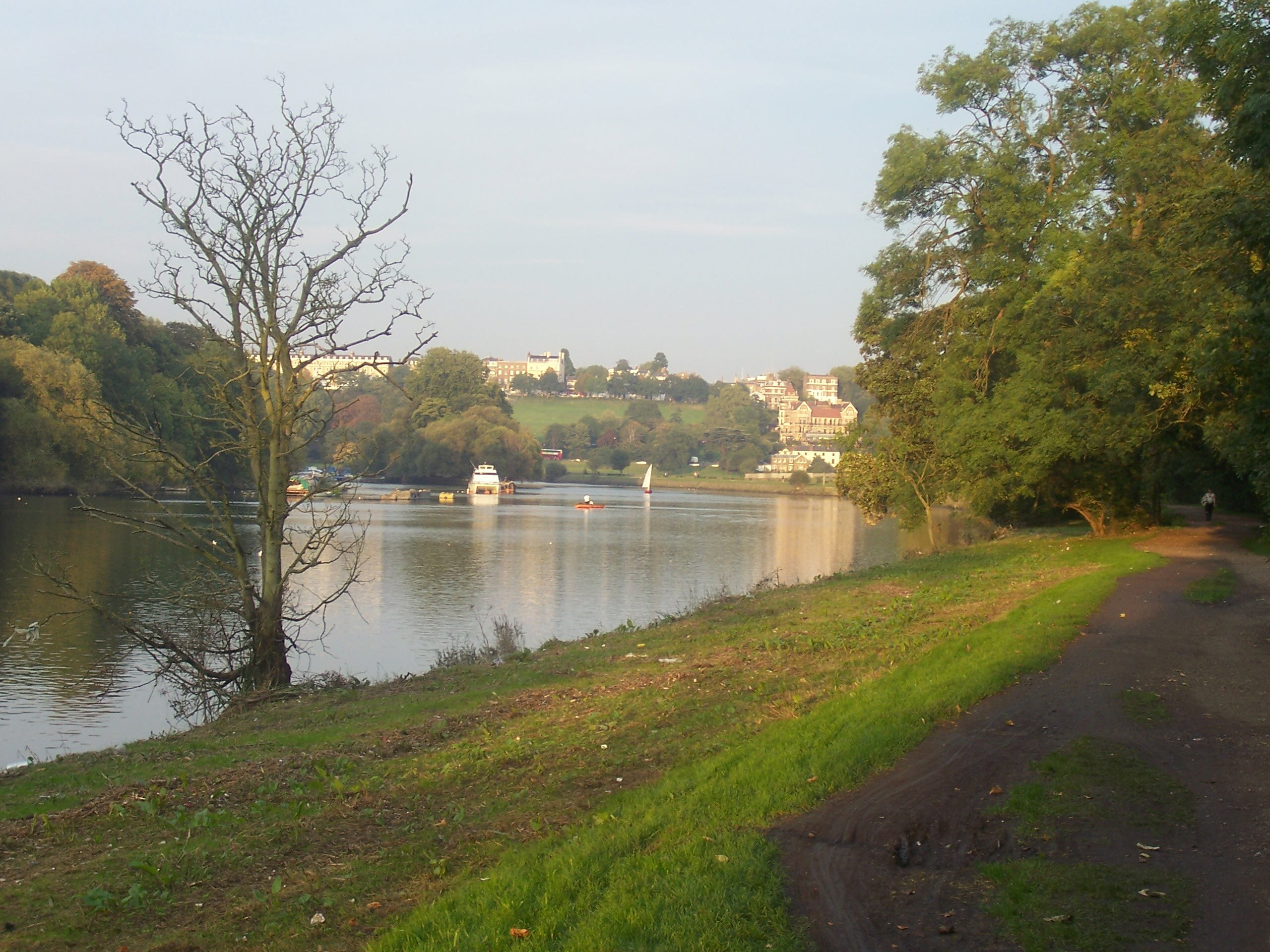
Il Tamigi a Richmond
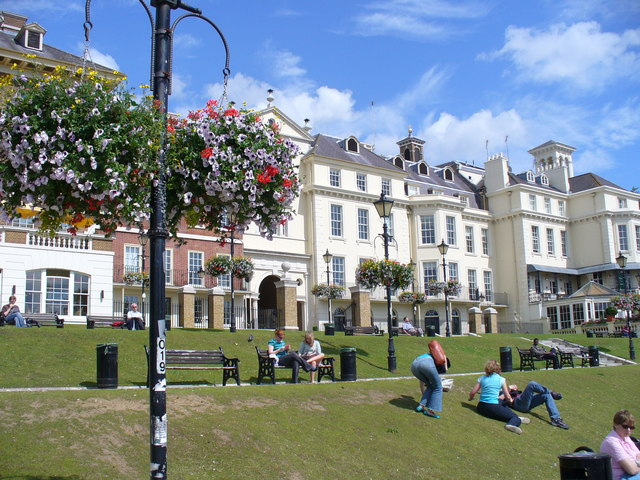
Richmond Riverside (Quinlan Terry, 1984-1987)
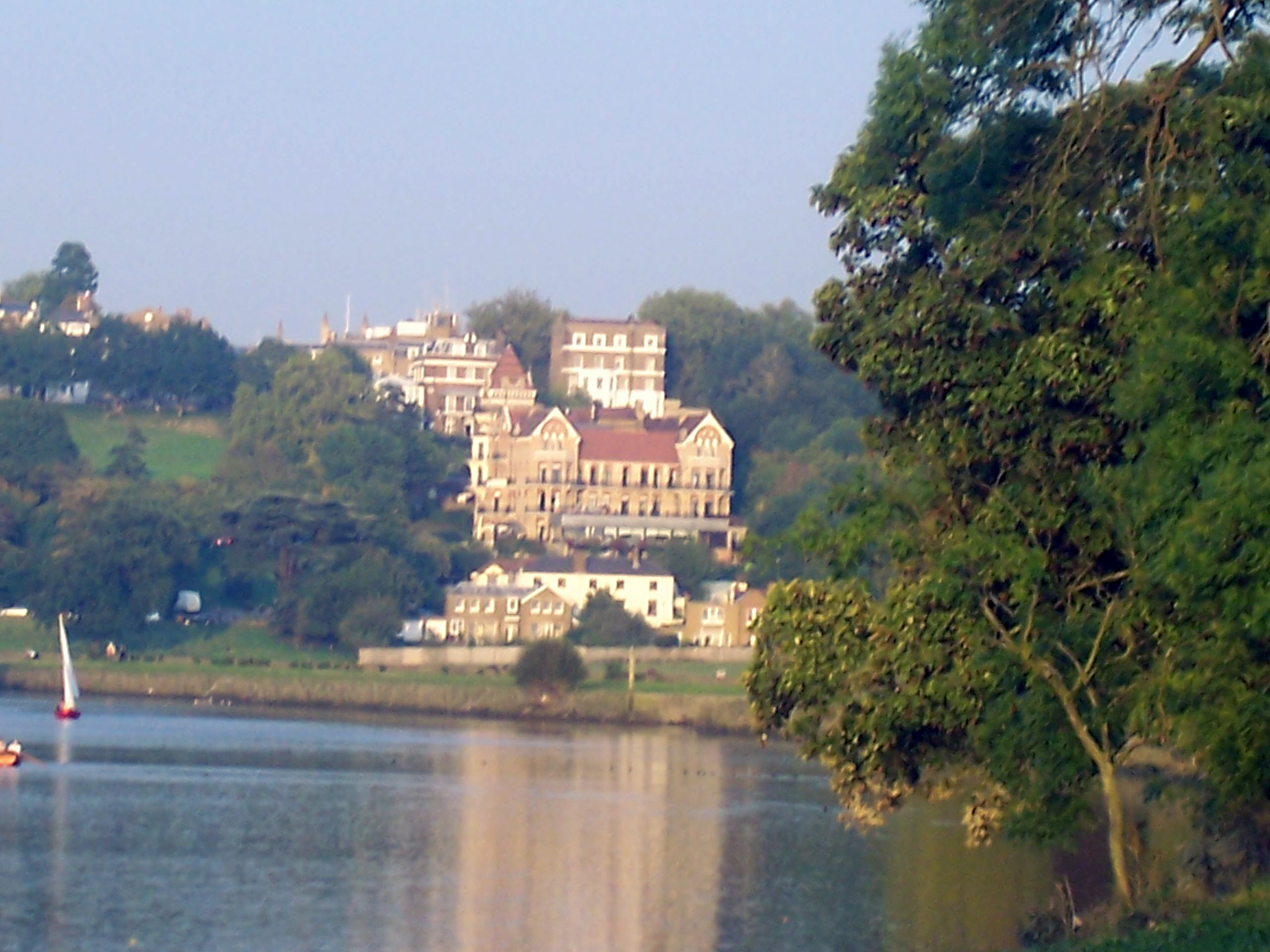
Richmond
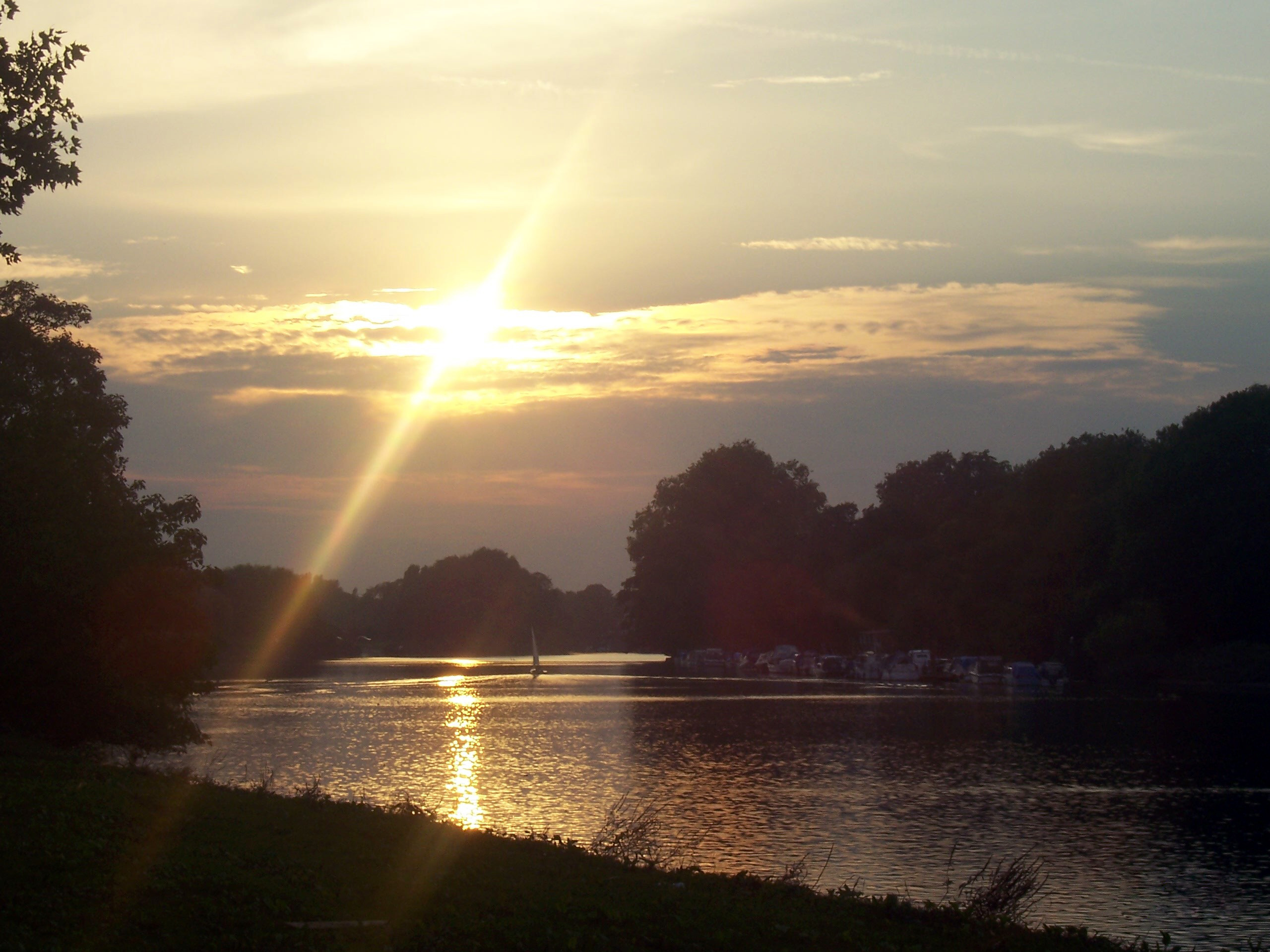
Tramonto a Richmond
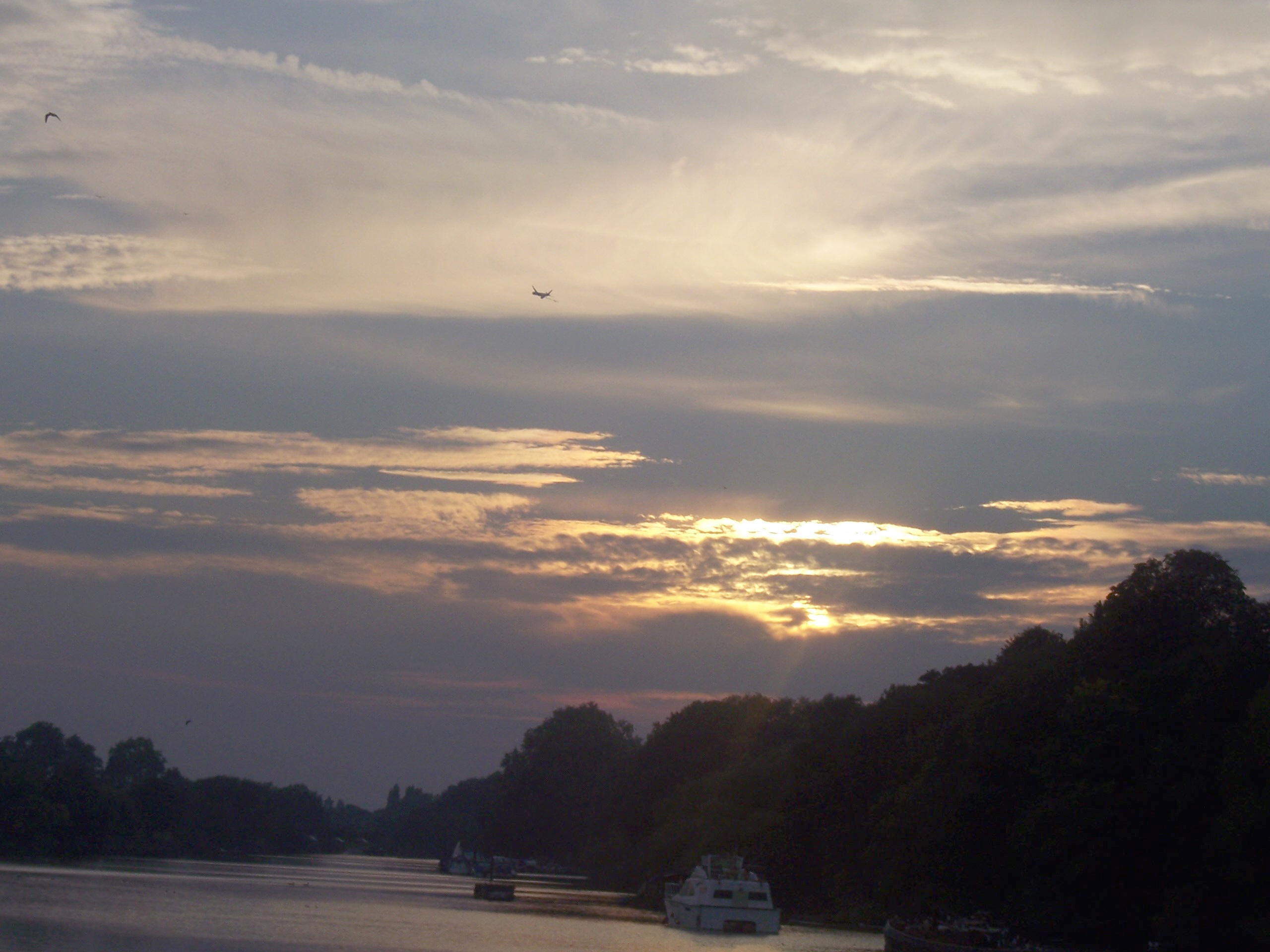
Tramonto a Richmond